# Technosol
Ne doit pas être confondu avec anthrosol.
Un technosol est un type de sol qui est fortement influencé ou modifié par les activités humaines de nature technique. Les technosols sols, qu'on retrouve en particulier dans les zones urbaines ou industrielles, sont caractérisés par la présence d'artefacts, de matériaux de construction, d'infrastructures ou d'autres éléments techniques qui influencent de manière significative leurs propriétés. Contrairement aux sols naturels qui se forment au fil du temps à partir des processus géologiques et biologiques, les technosols sont créés ou altérés par l'homme à travers des activités telles que la construction, l'excavation, le remblayage, le dépôt de matériaux, la pollution, et d'autres interventions anthropiques.
Les technosols peuvent présenter des caractéristiques distinctes en raison de l'ajout de matériaux artificiels tels que béton, asphalte, briques et autres matériaux de construction, ainsi que des déchets industriels ou ménagers. Ces sols peuvent avoir une composition et une structure différentes de celles des sols naturels, ce qui peut influencer leur fertilité, leur capacité de rétention d'eau, leur drainage, leur capacité à soutenir la végétation, et d'autres propriétés.
Les technosols ont été ajoutés officiellement comme groupe de référence dans l'édition de 2006 de la Base de référence mondiale pour les ressources en sols (WRB), le système de taxonomie des sols approuvé par l'Union Internationale des Sciences du Sol (IUSS), qui facilite la descriptions et la cartographie uniforme des sols urbains et industriels. Cette taxonomie officielle établit une distinction entre les technosols, c'est-à-dire les sols contenant de nombreux artefacts, et les anthrosols, c'est-à-dire les sols résultant d'une utilisation agricole prolongée et intensive.